# Davisite
La davisite (simbolo IMA: Dav) è un minerale della classe degli inosilicati estremamente raro del gruppo del pirosseno; possiede la composizione chimica idealizzata CaScAlSiO6.
La davisite è stata trovata solo in pochi meteoriti. È stata tra i primi minerali a cristallizzare dalla nebulosa presolare durante la formazione del sistema solare ed è stata trovata in inclusioni ricche di calcio e alluminio (CAI) di alcuni meteoriti. La località tipo è il meteorite Allende, in cui la davisite si trova insieme alla perovskite e allo spinello.

## Etimologia e storia
I primi pirosseni di scandio sono stati sintetizzati e descritti nel 1978 da Haruo Ohashi del "National Institute for Researches in Inorganic Material" (NIRIM) di Sakura in Giappone.
La prima descrizione del pirosseno naturale ricco di scandio è stata fornita da Andrew M. Davis dell'Università di Chicago. Nel 1984, descrisse un'insolita inclusione di pirosseno ricco di scandio e zirconio, perovskite ricca di ittrio, spinello e hibonite nelle condriti C3 di Ornan.
Negli anni che seguirono, pochissimi altri pirosseni ricchi di scandio furono trovati, ad esempio nel meteorite Murchison nel 1996, nel CAI del meteorite Efremovka nel 2002, o nei CAI delle condriti carbonacee di Ningqiang nel 2003.
Nel 2009, venticinque anni dopo la prima descrizione di un pirosseno ricco di scandio naturale, la davisite è stata riconosciuta come minerale a sé stante dall'Associazione Mineralogica Internazionale (IMA). Chi Ma e George R. Rossman del California Institute of Technology hanno descritto le davisite da un CAI del meteorite Allende e hanno chiamato il nuovo minerale in onore di Andrew M. Davis, il professore di cosmochimica dell'Università di Chicago che ha descritto il primo pirosseno ricco di scandio e calcio nella condrite di Ornans.
La davisite è uno dei soli circa 14 minerali di scandio conosciuti e, insieme alla jervisite, il secondo del gruppo dei pirosseni.

## Classificazione
Nella classificazione strutturale dell'Associazione Mineralogica Internazionale (IMA), la davisite appartiene ai pirosseni di calcio del gruppo dei pirosseni, insieme ad augite, burnettite, diopside, esseneite, petedunnite, grossmanite, hedenbergite, johannsenite, kushiroite e tissintite.
Poiché la davisite è stata riconosciuta come minerale indipendente solo nel 2008, non è elencata nell'8ª edizione della sistematica mineraria secondo Strunz, che è obsoleta dal 1977.
Nella Sistematica dei lapis (Lapis-Systematik) di Stefan Weiß, che è stata rivista e aggiornata l'ultima volta nel 2018 e che si basa ancora su questa vecchia sistematica Strunz per rispetto verso i collezionisti privati e le collezioni istituzionali, il minerale è stato assegnato al sistema e nº VIII/F.01-115. In questa sistematica ciò corrisponde alla classe dei "silicati e germanati" e lì alla sottoclasse "Silicati a catena e a bande", dove la davisite insieme a egirina, egirina-augite, augite, diopside, esseneite, grossmanite, hedenbergite, giadeite, jervisite, johannsenite, kanoite, clinoenstatite, clinoferrosilite, cosmocloro, kushiroite, namansilite, natalyite, omfacite, petedunnite, pigeonite, spodumene e tissintite forma il gruppo dei "clinopirosseni" con sistema nº VIII/F.01.
Anche la 9ª edizione della sistematica minerale di Strunz, che è stata aggiornata l'ultima volta dall'Associazione Mineralogica Internazionale (IMA) nel 2024, classifica la davisite nella classe degli "Inosilicati". Tuttavia, questa è ulteriormente suddivisa in base alla struttura delle catene o bande di silicati, in modo che il minerale sia classificato in base alla sua composizione nella suddivisione "Inosilicati con catene singole di periodo 2, Si2O6; famiglia del pirosseno", dove, insieme ad augite, diopside, esseneite, hedenbergite, johannsenite, kushiroite e petedunnite forma il sistema nº 9.DA.15.
La classificazione dei minerali di Dana, che viene utilizzata principalmente nel mondo anglosassone, colloca la davisite nella classe dei "silicati e germanati" e lì nel dipartimento degli "inosilicati". La si trova insieme ad augite, diopside, esseneite, hedenbergite, johannsenite e petedunnite nel gruppo dei "clinopirosseni C2/c (Ca-clinopirosseni)" con il sistema nº 65.01.03a all'interno della suddivisione "Silicati a catena: Catene semplici non ramificate, W=1 con catene P=2".

## Chimica
La davisite con la composizione idealizzata {\displaystyle \mathrm {^{[M2]}Ca\,^{[M1]}Sc^{3+}\,^{[T]}(AlSi)O_{6}} } è l'analogo dello scandio (Sc) della kushiroite {\displaystyle \mathrm {(^{[M2]}Ca\,^{[M1]}Al\,^{[T]}(AlSi)O_{6})} } e dell'esseneite {\displaystyle \mathrm {(^{[M2]}Ca\,^{[M1]}Fe^{3+}\,^{[T]}(AlSi)O_{6})} }, dove {\displaystyle \mathrm {[M2],[M1]} } e {\displaystyle {\ce {[T]}}} sono le posizioni nella struttura del pirosseno.
La composizione della davisite della località tipo è:
- {\displaystyle \mathrm {^{[M2]}Ca_{0,989}\,^{[M1]}(Sc_{0,502}^{3+}Mg_{0,165}Ti_{0,152}^{3+}Ti_{0,105}^{4+}Zr_{0,105}^{4+}V_{0,017}Y_{0,012}Fe_{0,010}^{2+}Dy_{0,003}Gd_{0,002}Er_{0,001})\,^{[T]}(Si_{1,028}Al_{0,972})O_{6}} }

Il contenuto di magnesio è dovuto alla formazione di cristalli misti con diopside,
- {\displaystyle \mathrm {^{[M1]}Sc^{3+}+\,^{[T]}Al^{3+}=\,^{[M1]}Mg^{2+}+\,^{[T]}Si^{4+}} } (diopside)

e l'incorporazione del titanio nella davisite avviene tramite due regni cristallini misti, corrispondenti alle reazioni di scambio:
- {\displaystyle \mathrm {^{[M1]}Sc^{3+}=\,^{[M1]}Ti^{3+}} } (grossmanite)
- {\displaystyle \mathrm {^{[M1]}Sc^{3+}+\,^{[T]}Si^{4+}=\,^{[M1]}Ti^{4+}+\,^{[T]}Al^{3+}} } (Al-buffonite)

Nella davisite sintetica, il contenuto di Al-buffonite è limitato a circa 34 mol% a 1 bar e 1420 °C.
Inoltre, la davisite forma cristalli misti con Zr-pirosseno, burnettite e kushiroite:
- {\displaystyle \mathrm {^{[M1]}Sc^{3+}+\,^{[T]}Si^{4+}=\,^{[M1]}Zr^{4+}+\,^{[T]}Al^{3+}} }
- {\displaystyle \mathrm {^{[M1]}Sc^{3+}=\,^{[M1]}V^{3+}} } (burnettite)
- {\displaystyle \mathrm {^{[M1]}Sc^{3+}=\,^{[M1]}Al^{3+}} } (kushiroite)

in cui il contenuto di kushiroite non supera i circa 40 mol% a 1 bar e 1400 °C.

## Abito cristallino
La davisite cristallizza con simmetria monoclina nel gruppo spaziale C2/c (gruppo nº 15) con 4 unità di formula per cella unitaria. I parametri reticolari del terminale sintetico sono a = 9,884(2) Å, b = 8,988(1)Å, c = 5,446(1)Å e β = 105,86(1)°. Anche gli studi strutturali sulle davisiti naturali sono coerenti con questi valori.
La struttura è quella del clinopirosseno. Il silicio (Si4+) e l'alluminio (Al3+) occupano la posizione {\displaystyle {\ce {T}}} tetraedrica circondata da 4 ioni ossigeno, il calcio (Ca2+) occupa la posizione ottaedrica {\displaystyle \mathrm {M2} } circondata da 6 ossigeni e la posizione {\displaystyle \mathrm {M1} }, anch'essa coordinata ottaedrica, è occupata dallo scandio (Sc3+).

## Origine e giacitura
La davisite è stabile in un'ampia gamma di temperature e pressioni. A 1 bar, la davisite fonde in modo incongruo con ossido di scandio (Sc2O3) e fonde al di sopra di 1530 °C. Ad alte pressioni superiori a 22 kbar, la davisite si degrada in eringaite, un granato ricco di scandio, e ossidi.
La davisite è stata finora trovata solo nei meteoriti, dove si trova in inclusioni ricche di calcio e alluminio (CAI). L'elevato arricchimento di elementi rari con alti punti di fusione come lo scandio, lo zirconio e vari metalli delle terre rare consente due meccanismi per la formazione della davisite. Da un lato, la davisite potrebbe essere stata uno dei primi composti a depositarsi a temperature molto elevate durante il raffreddamento della nebulosa presolare. D'altra parte, le davisite può essere un residuo del riscaldamento e della fusione dei CAI, in cui sono evaporati elementi a basso punto di fusione come sodio, magnesio e silicio.
La località tipo è il meteorite Allende, una condrite carbonacea che colpì vicino a Parral a Chihuahua, in Messico, l'8 febbraio 1969. La davisite è stata scoperta qui nei CAI, dove si trova in concomitanza con la perovskite e lo spinello. Si pensa che questo deposito si sia formato dalla condensazione precoce della nebulosa presolare.
Nella condrite C3 di Ornans, la davisite è stata rilevata nel CAI "OSCAR", insolitamente ricco di scandio. OSCAR è costituito prevalentemente da davisite con inclusioni di perovskite, spinello e hibonite, nonché granuli metallici ricchi di molibdeno, osmio e iridio.
Nella condrite CM2 di Murchison, la davisite è stata rinvenuta nel CAI "HIB-11", dove presenta anche inclusioni di perovskite e spinello, oltre a numerose piccole cavità. Il modello di distribuzione delle terre rare e degli isotopi del titanio suggerisce anche la formazione per condensazione precoce nella nebulosa presolare.
Nel CAI 101.1 del meteorite Efremovka, una condrite carbonacea del tipo CV3, la davisite si presenta come un'incrostazione di perovskite, insieme a spinello e melilite ricca di gehlenite, in cui si trovano inclusioni di nichel-ferro metallico. La storia di queste inclusioni è complessa, a partire dalla condensazione precoce di composti calcio-alluminio ricchi di scandio, zirconio e terre rare, la rifusione e l'aggregazione di varie inclusioni e la successiva ossidazione. La davisite si è formata dopo fusione parziale nella reazione della perovskite con un fuso di alluminato di calcio ricco di scandio e zirconio.
Nel CAI NQJ3-5-7 della condrite carbonacea di Ningqiang, la davisite si trova insieme all'hedenbergite come inclusione nella gehlenite.
Nel meteorite Vingarano CV3, il davisite è stato trovato insieme a diopside ricco di scandio, hexaferrum e spinello nella forsterite ameboide. La davisite racchiude qui inclusioni di eringaite e tazheranite, da cui si è formata per reazione con lo spinello o il gas della nebulosa presolare.

## Forma in cui si presenta in natura
La davisite forma cristalli incolori di pochi micrometri di dimensione.